# (3551) Verenia
(3551) Verenia (1983 RD) – planetoida z grupy Amora okrążająca Słońce w ciągu 3,03 lat w średniej odległości 2,09 j.a. Odkryta 12 września 1983 roku.